# Оватонна (тауншип, Миннесота)
Оватонна (англ. Owatonna) — тауншип в округе Стил, Миннесота, США. На 2000 год его население составило 771 человек.

## География
По данным Бюро переписи населения США площадь тауншипа составляет 65,1 км², из которых 65,0 км² занимает суша, а 0,1 км² — вода (0,12 %).

## Демография
По данным переписи населения 2000 года здесь находились 771 человек, 289 домохозяйств и 221 семья.  Плотность населения —  11,9 чел./км².  На территории тауншипа расположено 302 постройки со средней плотностью 4,6 построек на один квадратный километр. Расовый состав населения: 96,24 % белых, 1,82 % азиатов, 0,26 % — других рас США и 1,69 % приходится на две или более других рас. Испанцы или латиноамериканцы любой расы составляли 2,33 % от популяции тауншипа.
Из 289 домохозяйств в 35,6 % воспитывались дети до 18 лет, в 66,4 % проживали супружеские пары, в 5,2 % проживали незамужние женщины и в 23,2 % домохозяйств проживали несемейные люди. 18,3 % домохозяйств состояли из одного человека, при том 7,6 % из — одиноких пожилых людей старше 65 лет. Средний размер домохозяйства — 2,67, а семьи — 3,03 человека.
27,9 % населения — младше 18 лет, 6,7 % — в возрасте от 18 до 24 лет, 25,2 % — от 25 до 44, 25,2 % — от 45 до 64, и 15,0 % — старше 65 лет. Средний возраст — 38 лет. На каждые 100 женщин приходилось 107,8 мужчин.  На каждые 100 женщин старше 18 приходилось 105,9 мужчин.
Средний годовой доход домохозяйства составлял 51 250 долларов, а средний годовой доход семьи —  54 327 долларов. Средний доход мужчин —  35 568  долларов, в то время как у женщин — 29 167. Доход на душу населения составил 24 037 долларов. За чертой бедности находились 2,7 % семей и 2,2 % всего населения тауншипа, из которых 3,1 % младше 18 и 4,7 % старше 65 лет.